# Tårs (Hjørring)
Tårs is een plaats in de Deense regio Noord-Jutland, gemeente Hjørring. De plaats telt 1952 inwoners (2008).